# Baie de Guanabara
Pour les articles homonymes, voir Guanabara.
La baie de Guanabara, autrefois Rio de Janeiro au moment de sa découverte, est une baie du littoral brésilien de l'État de Rio de Janeiro, qui entre d'une trentaine de kilomètres dans les terres, et est large de presque autant. La profondeur de l'eau y est de 17 mètres à l'entrée de la baie, et de 8 mètres à la verticale du pont Rio-Niterói. Du fait du rejet des eaux usées de l'agglomération de Rio de Janeiro directement dans la baie, se pose un problème de pollution révélé lors de la préparation des Jeux olympiques de 2016.

## Géographie
La baie est la résultante d'une dépression tectonique datant du cénozoïque, entre deux blocs d'une faille géologique, la Serra dos Órgãos et divers massifs côtiers moindres.
Avec ses 412 km2, elle représente, en superficie, la deuxième baie la plus importante du littoral brésilien après la baie de Tous les Saints dans l'État de Bahia. À l'intérieur-même de la baie se trouvent pas moins de 130 îles comme :
- Ilha da Laje (pt),
- Ilha do Governador,
- île de Paquetá,
- île des Cobras,
- Ilha das Flores (pt),
- île Fiscale,
- Ilha da Boa Viagem (pt),
- Villegagnon,
- Ilha do Fundão (pt).

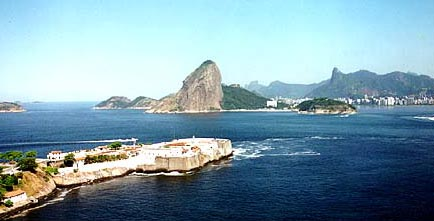
L'entrée de la baie avec à l'avant-plan le Fort de Santa Cruz da Barra et à l'arrière-plan au centre le Pain de Sucre.

L'entrée de la baie, appelée Boca da Barra, si on la considère comme une ligne imaginaire entre la pointe de Copacabana et la pointe d'Itaipu, a une largeur minimale de 1 600 mètres entre les forteresses de São João, dans la ville de Rio de Janeiro, et de Santa Cruz, à Niterói. À peu près au milieu de ce passage se trouve une étendue rocheuse, l'Ilha da Laje (pt), utilisée comme point d'appui pour la défense de la baie, avec la présence du fort Tamandaré (pt) (anciennement fort de la Laje).
La profondeur moyenne dans la baie est de 3 mètres environ, pour 17 mètres à son entrée. Au fond de la baie, à l'embouchure des fleuves qui s'y déversent, l'accumulation de sédiments a permis la constitution de mangroves, entourées de forêt atlantique.

## Histoire
Habitée par divers indigènes avant l'occupation portugaise, la baie fut visitée par une expédition portugaise (dont le commandement est attribué à Gaspar de Lemos), le 1er janvier 1502. Les explorateurs, confondant la baie avec l'embouchure d'un grand fleuve, la nommèrent rio de Janeiro (« fleuve de janvier » en français). Les indigènes la nommaient, en tupi-guarani, Iguaá-Mbara (de iguaá = anse de fleuve, et mbará = mer).

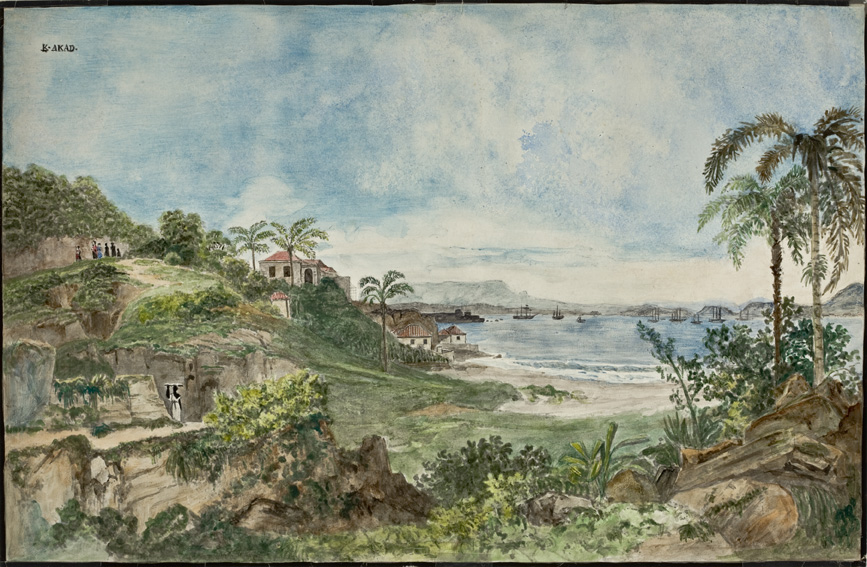
Vue de la baie de Guanabara par Thomas Ender en 1817.

En 1982, Robert F. Marx, un chercheur de trésors, prétendit avoir détecté des amphores antiques dans le fond de la baie. Selon lui, une épave romaine pourrait s'y trouver. Cette hypothèse est sujette à controverses car Robert Marx a été interdit de plonger au Brésil, les autorités lui reprochant de s'adonner au trafic d'antiquités. Par ailleurs, ces mêmes  autorités affirment qu'il ne peut avoir couvert le lieu de fouilles sans qu'elles en aient été averties.
Les reliefs qui entourent la baie forment un abri naturel favorable à l'activité économique qui conduisit à l'implantation des villes de Rio de Janeiro et Niterói sur ses rivages.
Principal accès à la ville de Rio de Janeiro pendant des siècles, elle est petit à petit rattrapée par la croissance urbaine de la cité à partir de la seconde moitié du XXe siècle.
Depuis 1974, le pont Presidente Costa e Silva, connu sous le nom de pont Rio-Niterói, permet de faire la liaison entre les deux rives de la baie.

## Pollution
À l'approche des Jeux olympiques d'été de 2016, une enquête d’Associated Press publiée par The Guardian indique que les eaux de la baie sont d'une qualité déplorable, et qu'une simple baignade peut rendre malade celui qui s'y risque (fièvres, diarrhées, vomissements), ce qui pose évidemment un problème pour les épreuves de natation en eau libre ; des déchets flottent à la surface, ce qui inquiète les athlètes venus s'entrainer, en particulier pour les épreuves de voile, de planche à voile et de triathlon. Avec des centaines de tonnes de détritus qui s'y déversent, la baie est considérée « comme un cloaque ». En effet 65 % des eaux usées de la ville y sont rejetées directement sans traitement.